# 플로피 디스크

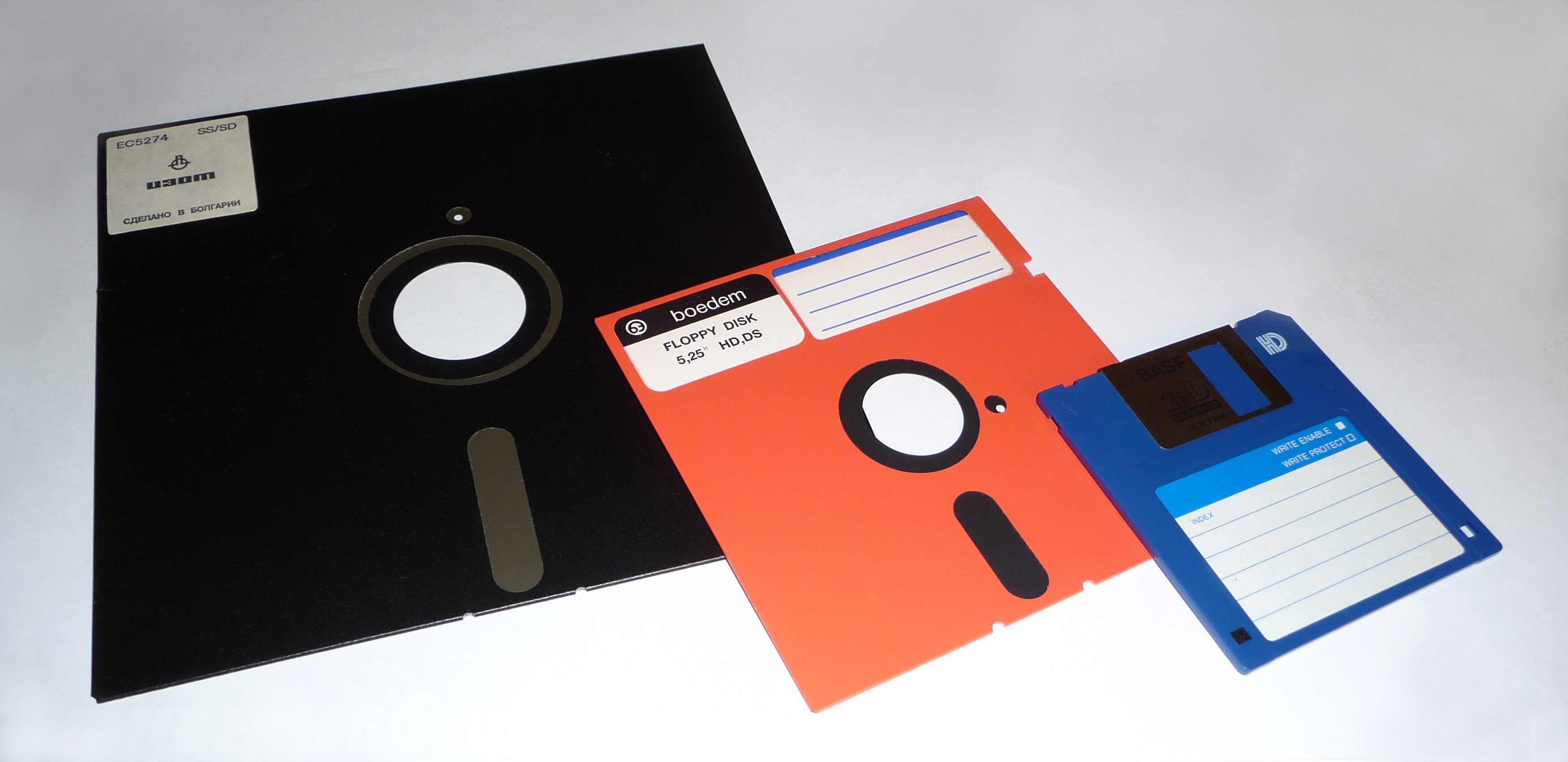
8인치, 5¼인치, 3½인치 플로피 디스크

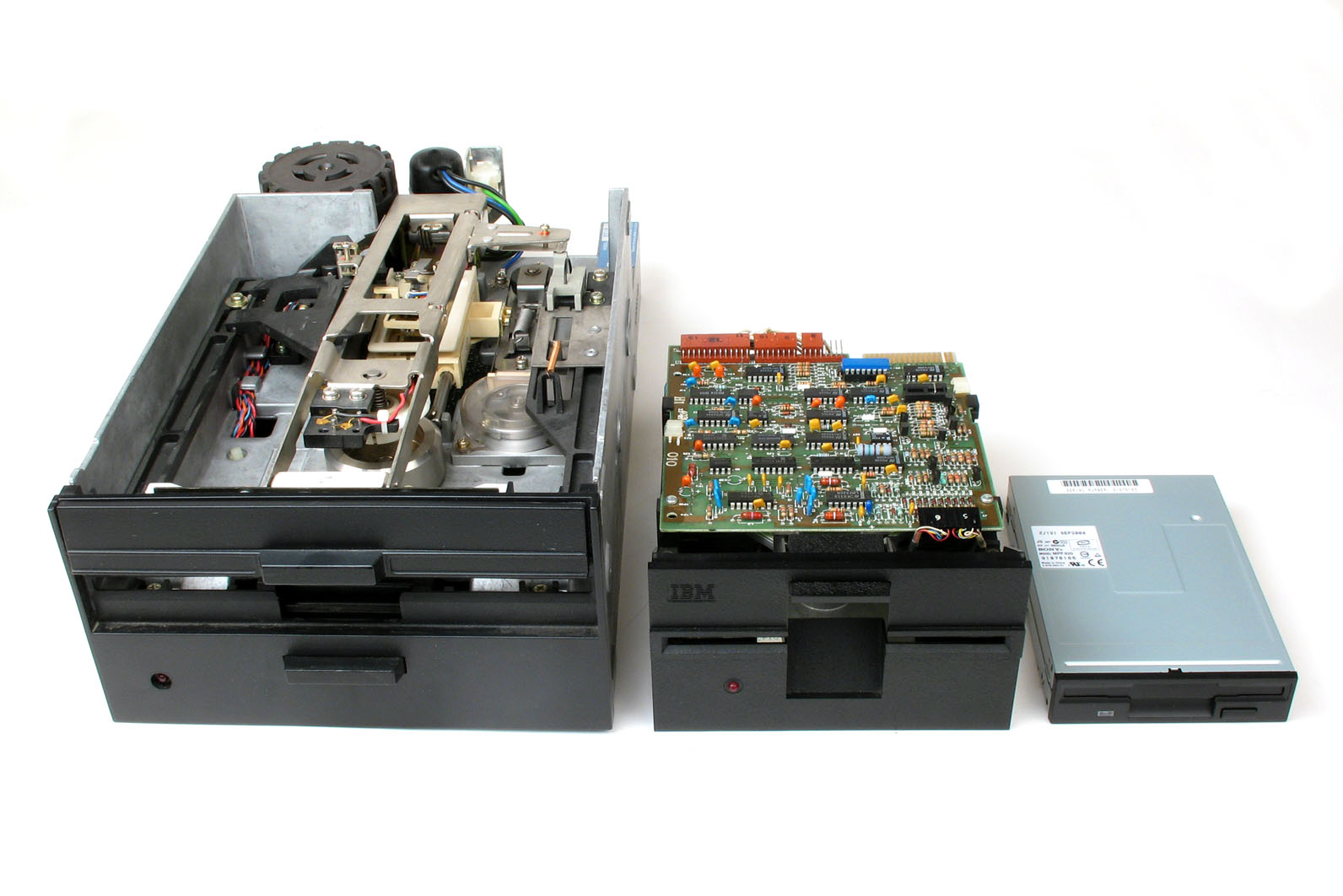
8인치, 5¼인치 (풀 높이), 3½인치 드라이브

플로피 디스크(floppy disk) 또는 디스켓(diskette)은 자기 저장 매체의 얇고 유연한 디스크가 정사각형 또는 거의 정사각형의 플라스틱 인클로저에 담겨 있으며, 회전하는 디스크에서 먼지 입자를 제거하는 천으로 안감 처리된 디스크 스토리지의 일종이다. 플로피 디스크는 8인치, 5¼인치, 3½인치 플로피 디스크가 있다. 플로피 디스크는 컴퓨터 또는 기타 장치에 연결되거나 내장된 플로피 디스크 드라이브(FDD)에 디스크를 삽입했을 때 읽고 쓸 수 있는 디지털 데이터를 저장한다.
1971년 IBM에서 발명하고 제작한 최초의 플로피 디스크는 디스크 지름이 8 인치 (203.2 mm)였다. 이후 5¼인치(130mm)와 3½인치(90mm)가 21세기 초까지 보편적인 데이터 저장 및 전송 형태가 되었다. 3½인치 플로피 디스크는 여전히 외장 USB 플로피 디스크 드라이브와 함께 사용할 수 있다. 5¼인치, 8인치 및 기타 크기 플로피 디스크용 USB 드라이브는 드물거나 존재하지 않는다. 일부 개인과 단체는 플로피 디스크에서 데이터를 읽거나 전송하기 위해 여전히 구형 장비를 사용한다.
플로피 디스크는 20세기 후반 문화에서 너무나 흔해서 많은 전자 및 소프트웨어 프로그램이 21세기까지도 플로피 디스크처럼 보이는 저장 아이콘을 계속 사용하고 있는데, 이는 일종의 스큐어모피즘 디자인이다. 플로피 디스크 드라이브는 특히 레거시 산업용 컴퓨터 장비에서 제한적인 용도로 사용되지만, USB 플래시 드라이브, 메모리 카드, 광 디스크, 로컬 컴퓨터 망 및 클라우드 스토리지를 통해 사용할 수 있는 저장 공간과 같이 훨씬 더 큰 데이터 저장 용량 및 데이터 전송 속도를 가진 데이터 저장 방식으로 대체되었다.

## 역사

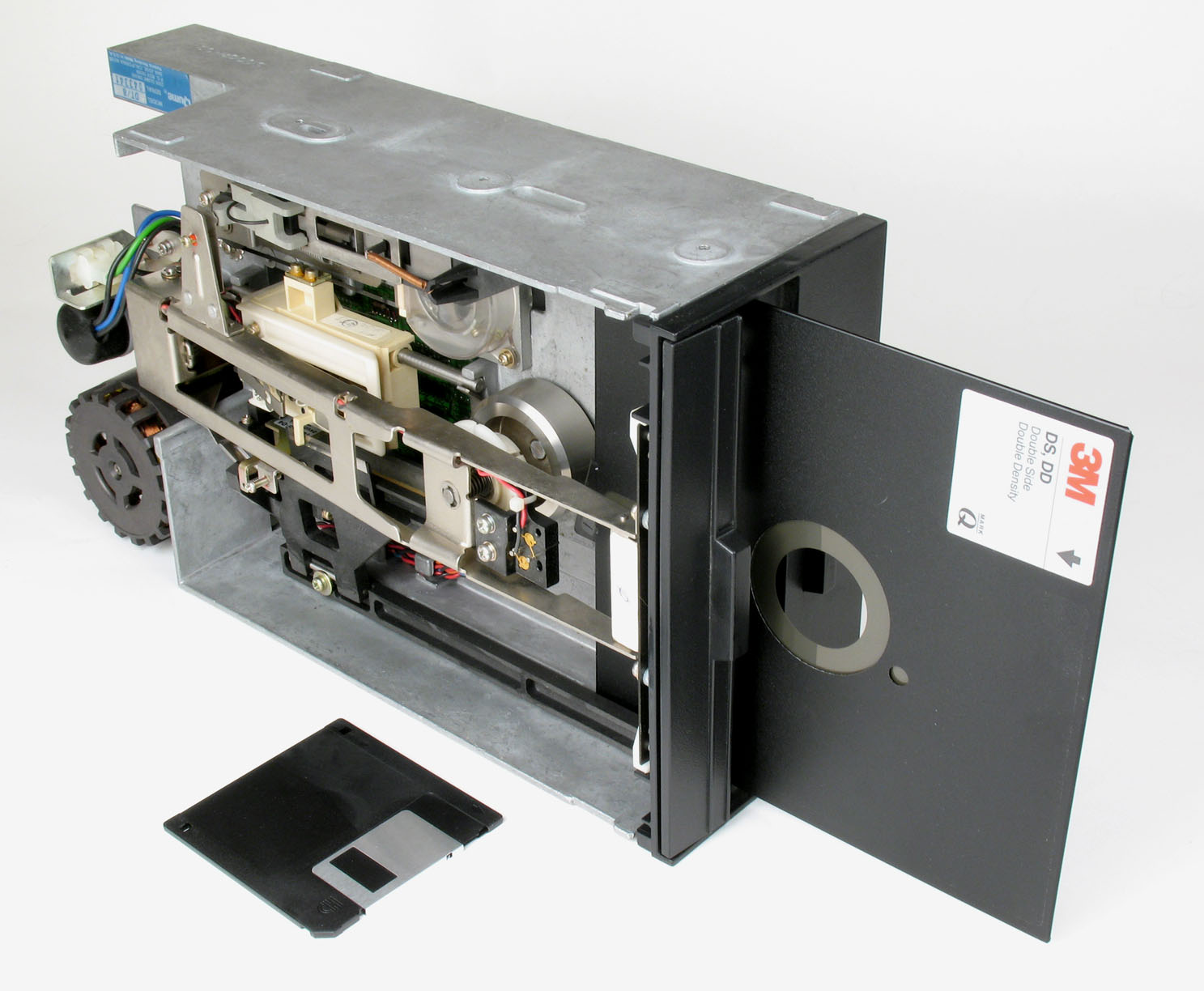
8인치 플로피 디스크,
드라이브에 삽입됨,
(3½인치 플로피 디스켓,
앞에 보이는 것은 크기 비교용)

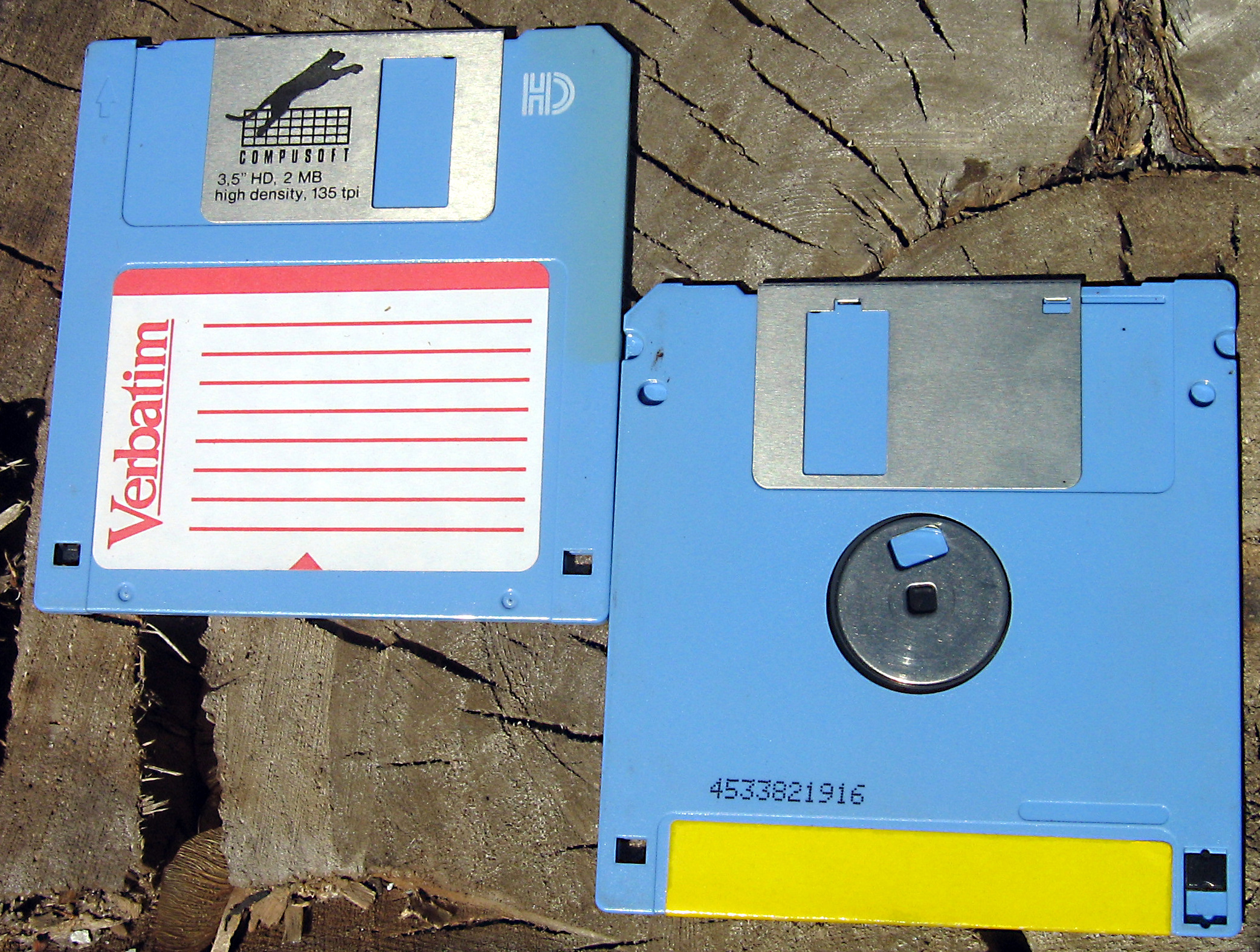
접착 라벨이 부착된 3½인치 고밀도 플로피 디스켓

1960년대 후반에 개발된 최초의 상업용 플로피 디스크는 지름이 8 인치 (203.2 mm)였다. 이들은 1971년에 IBM 제품의 구성 요소로 상업적으로 사용 가능해졌고, 1972년부터 메모렉스 등을 통해 드라이브와 디스크가 별도로 판매되기 시작했다. 이 디스크와 관련 드라이브는 IBM 및 메모렉스, 슈가트 어소시에이츠, 버로우스 코퍼레이션과 같은 다른 회사들에 의해 생산되고 개선되었다. "플로피 디스크"라는 용어는 이미 1970년에 인쇄물에 등장했으며, IBM이 1973년에 첫 미디어를 타입 1 디스켓으로 발표했음에도 불구하고 업계에서는 "플로피 디스크" 또는 "플로피"라는 용어를 계속 사용했다.
1976년, 슈가트 어소시에이츠는 5¼인치 플로피 디스크 드라이브를 선보였다. 1978년까지 이러한 드라이브를 생산하는 제조업체가 10개 이상 있었다. 플로피 디스크 형식 간에는 경쟁이 있었는데, 하드 섹터 및 소프트 섹터 버전과 차동 맨체스터 인코딩 (DM), 수정 주파수 변조 (MFM), M2FM, 그룹 코드 기록 (GCR)과 같은 인코딩 방식이 있었다. 5¼인치 형식은 대부분의 용도에서 8인치 형식을 대체했으며, 하드 섹터 디스크 형식은 사라졌다. DOS 기반 PC에서 5¼인치 형식의 가장 일반적인 용량은 MFM 인코딩을 사용하는 양면 이중 밀도(DSDD) 형식의 경우 360KB(368,640바이트)였다.
1984년, IBM은 PC/AT와 함께 1.2MB(1,228,800바이트) 양면 5¼인치 플로피 디스크를 도입했지만, 이는 크게 인기를 얻지 못했다. IBM은 1986년 컨버터블 노트북 컴퓨터에 720KB 이중 밀도 3½인치 마이크로플로피 디스크를 사용하기 시작했고, 1987년 IBM 퍼스널 시스템/2 (PS/2) 라인에서는 1.44MB(1,474,560바이트) 고밀도 버전을 사용했다. 이들 디스크 드라이브는 구형 PC 모델에도 추가할 수 있었다. 1988년, Y-E Data는 2.88MB 양면 확장 밀도(DSED) 디스켓용 드라이브를 선보였는데, 이는 IBM이 최고급 PS/2 및 일부 IBM RS/6000 모델과 2세대 넥스트큐브 및 넥스트스테이션에 사용했다. 그러나 이 형식은 표준 부족과 1.44MB 드라이브로의 전환으로 인해 시장 성공이 제한적이었다.
1980년대 초반 내내 5¼인치 형식의 한계가 명확해졌다. 원래 8인치 형식보다 실용적으로 설계되었지만 너무 크다고 여겨지기 시작했다. 기록 매체의 품질이 향상됨에 따라 더 작은 영역에 데이터를 저장할 수 있게 되었다. 2인치, 2½인치, 3인치, 3¼인치, 3½인치 및 4인치(그리고 소니의 90 mm × 94 mm (3.54 in × 3.70 in) 디스크) 드라이브를 다양한 회사에서 제공하며 여러 솔루션이 개발되었다. 이들 모두는 기존 형식에 비해 몇 가지 장점을 가지고 있었다. 예를 들어, 헤드 슬롯 위에 슬라이딩 금속(또는 나중에 플라스틱) 셔터가 있는 견고한 케이스는 섬세한 자기 매체를 먼지와 손상으로부터 보호하는 데 도움이 되었고, 기존 디스크에서 사용되던 접착 탭보다 훨씬 편리한 슬라이딩 쓰기 보호 탭이 있었다. 그러나 5¼인치 형식의 기존 시장은 이러한 상호 비호환적인 새 형식들이 상당한 시장 점유율을 얻는 것을 어렵게 만들었다. 1983년에 많은 제조업체에 의해 도입된 소니 디자인의 변형이 빠르게 채택되었다. 1988년에는 3½인치 디스크가 5¼인치 디스크보다 더 많이 팔렸다.
일반적으로 "플로피 디스크"라는 용어는 나중 스타일의 플로피 디스크가 내부 플로피 디스크를 둘러싼 견고한 케이스를 가지고 있음에도 불구하고 계속 사용되었다.
1980년대 후반까지 5¼인치 디스크는 3½인치 디스크로 대체되었다. 이 기간 동안 PC는 종종 두 가지 크기의 드라이브를 모두 장착하여 출시되었다. 1990년대 중반까지 5¼인치 드라이브는 거의 사라졌고, 3½인치 디스크가 지배적인 플로피 디스크가 되었다. 3½인치 디스크의 장점은 더 높은 용량, 더 작은 물리적 크기, 그리고 먼지 및 기타 환경적 위험으로부터 더 나은 보호를 제공하는 견고한 케이스였다.

### 확산

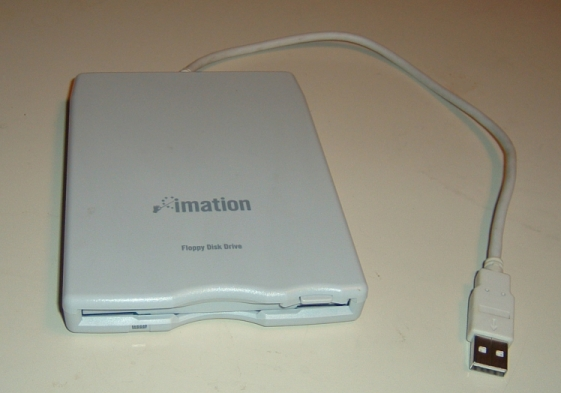
이메이션 USB 플로피 드라이브, 모델 01946: 고밀도 디스크를 지원하는 외장 드라이브

플로피 디스크는 1980년대와 1990년대에 개인용 컴퓨터와 함께 소프트웨어 배포, 데이터 전송, 백업 생성에 널리 사용되었다. 하드 디스크가 일반 대중에게 저렴해지기 전에는 플로피 디스크가 컴퓨터의 운영체제(OS)를 저장하는 데 자주 사용되었다. 당시 대부분의 가정용 컴퓨터에는 기본적인 OS와 베이직이 고정 기억 장치(ROM)에 저장되어 있었고, 플로피 디스크에서 더 고급 OS를 로드하는 옵션이 있었다.
1990년대 초반까지 소프트웨어 크기가 증가하면서 윈도우나 어도비 포토샵과 같은 대형 패키지는 열두 장 이상의 디스크가 필요하게 되었다. 1996년에는 약 50억 장의 표준 플로피 디스크가 사용 중인 것으로 추정되었다.
기존 3½인치 디자인을 강화하려는 시도로 1990년대 후반에 슈퍼디스크가 등장했는데, 이는 매우 좁은 데이터 트랙과 고정밀 헤드 가이드 메커니즘을 사용하여 120 MB 용량을 제공하고 표준 3½인치 플로피와 하위 호환되었다. 슈퍼디스크와 다른 고밀도 플로피 디스크 제품들 사이에서 잠시 포맷 전쟁이 일어났지만, 결국 레코더블 CD/DVD, 솔리드 스테이트 플래시 저장 장치, 그리고 궁극적으로 클라우드 기반 온라인 저장 장치가 이 모든 이동식 디스크 형식을 구식으로 만들었다. 외장 USB 기반 플로피 디스크 드라이브는 여전히 사용 가능하며, 많은 최신 시스템은 이러한 드라이브에서 부팅하기 위한 펌웨어 지원을 제공한다.

### 다른 형식으로의 점진적 전환

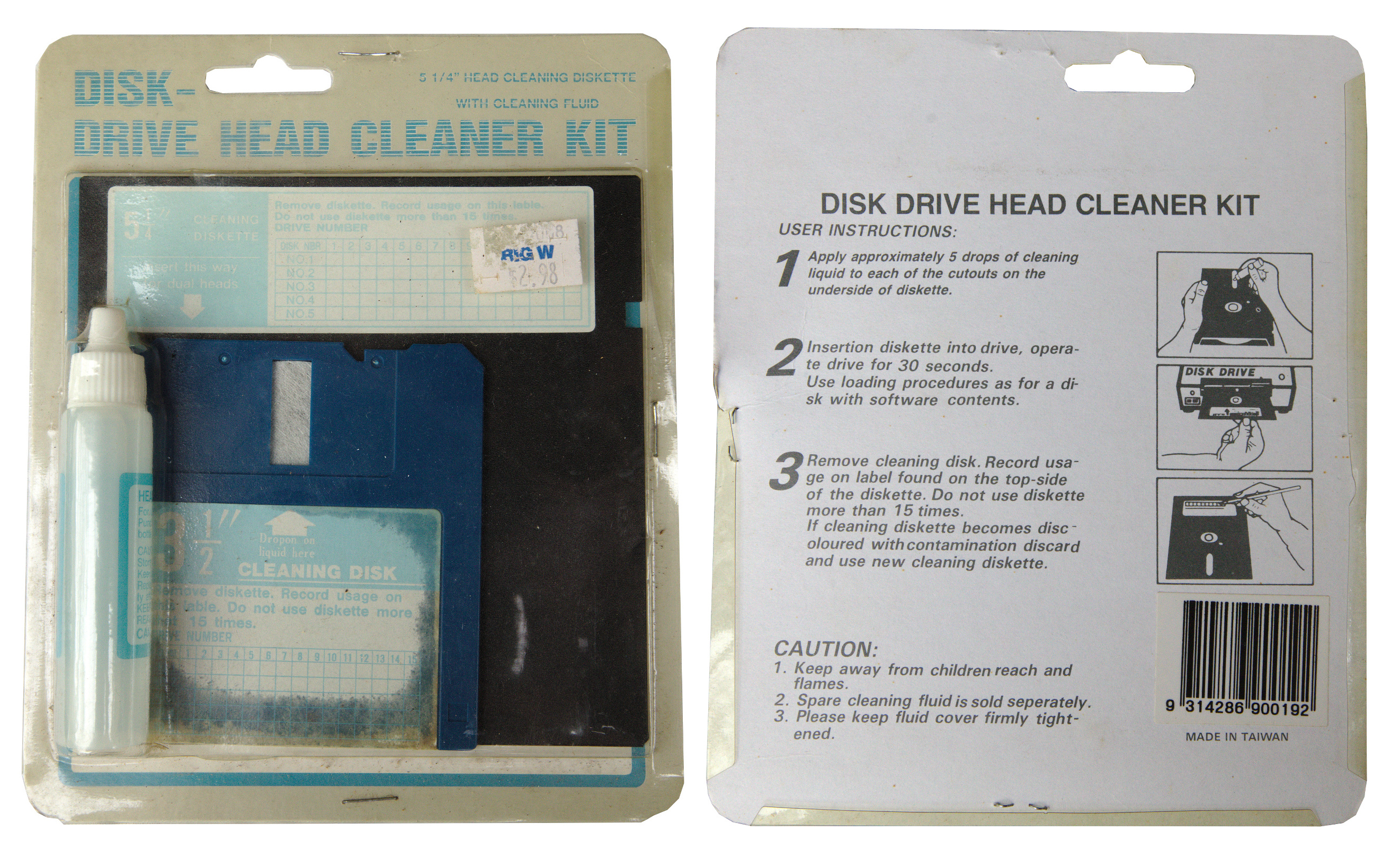
1990년대 초 호주 소매점 빅 W에서 판매된 3½인치 및 5¼인치 플로피 디스크 드라이브 클리닝 키트의 앞면과 뒷면

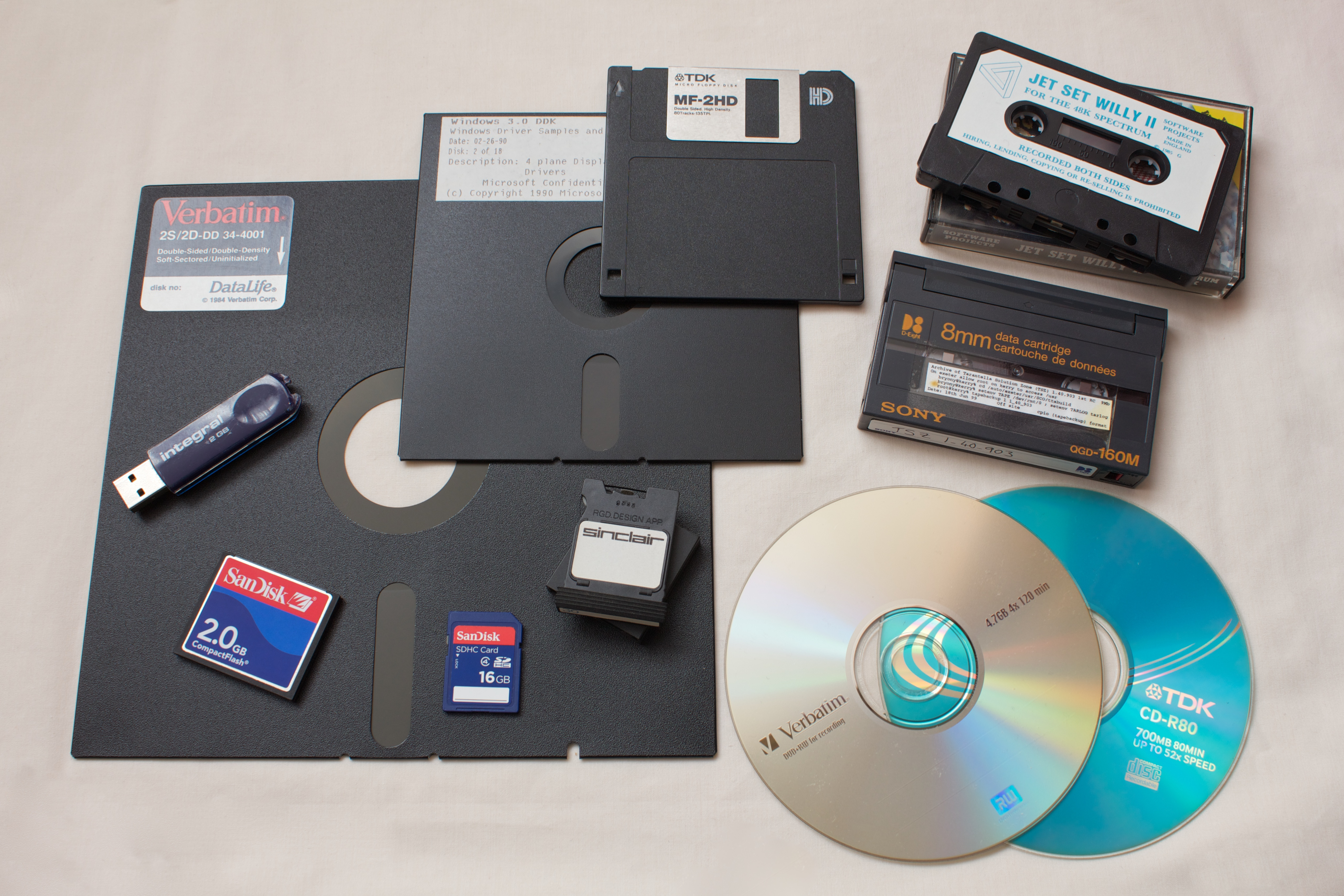
이동식 데이터 저장 매체 모음: 플로피 디스크, 플래시 메모리 매체, 테이프 기반 매체, 광 디스크

1990년대 중반에는 아이오메가 집 디스크와 같이 기계적으로 호환되지 않는 고밀도 플로피 디스크가 도입되었다. 그러나 독점 형식 간의 경쟁과 디스크를 사용할 컴퓨터에 비싼 드라이브를 구매해야 하는 필요성으로 인해 채택이 제한되었다. 어떤 경우에는, 드라이브 및 미디어의 고용량 버전이 원래 드라이브와 하위 호환되지 않아 사용자들을 신규 및 구형 채택자로 분열시킴으로써 시장 침투 실패가 더욱 심화되었다. 소비자들은 검증되지 않고 빠르게 변화하는 기술에 값비싼 투자를 하는 것을 경계했기 때문에 어떤 기술도 확고한 표준이 되지 못했다.
애플은 1998년 아이맥 G3를 CD-ROM 드라이브만 장착하고 플로피 드라이브는 없이 출시했다. 이로 인해 USB 연결 플로피 드라이브가 인기 있는 액세서리가 되었는데, 아이맥에는 쓰기 가능한 이동식 미디어 장치가 없었기 때문이다.
레코더블 CD는 더 큰 용량, 기존 CD-ROM 드라이브와의 호환성, 그리고 재기록 가능한 CD 및 패킷 쓰기의 등장으로 플로피 디스크와 유사한 재사용성 때문에 대안으로 각광받았다. 그러나 CD-R/RW는 작은 업데이트를 허용하는 일반적인 패킷 쓰기 표준이 없었기 때문에 주로 아카이브 매체로 남아있었으며, 데이터 교환이나 매체 자체에서 파일을 편집하는 매체는 아니었다. 자기-광학 디스크와 같은 다른 형식은 플로피 디스크의 유연성과 더 큰 용량을 결합했지만 비용 때문에 틈새시장에 머물렀다. 고용량 하위 호환 플로피 기술은 한동안 인기를 얻었고 옵션으로 판매되거나 표준 PC에 포함되기도 했지만, 장기적으로는 전문가와 애호가들에게만 사용이 제한되었다.
플래시 기반 USB 플래시 드라이브는 마침내 기존 파일 시스템과 플로피 디스크의 모든 일반적인 사용 시나리오를 지원하는 실용적이고 인기 있는 대안을 제공했다. 다른 솔루션과 달리, 채택을 방해하는 새로운 드라이브 유형이나 특수 소프트웨어가 필요하지 않았다. 필요한 것은 이미 흔한 USB 포트뿐이었다.

### 21세기 사용

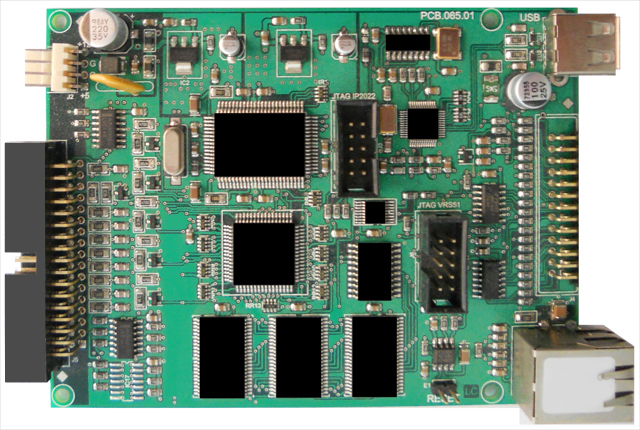
3½인치 드라이브와 동일한 크기의 플로피 디스크 하드웨어 에뮬레이터는 사용자에게 USB 인터페이스를 제공한다.

2002년, 대부분의 제조업체는 파일 전송 및 비상 부팅 장치에 대한 사용자 수요를 충족시키고 익숙한 장치를 소유하는 일반적인 안정감을 위해 플로피 디스크 드라이브를 표준 장비로 계속 제공했다. 이때까지 플로피 드라이브의 소매 가격은 약 20달러(2002년 2022년 기준 $29에 해당)로 떨어졌기 때문에 시스템에서 이 장치를 생략할 재정적 유인이 거의 없었다. 이후 USB 플래시 드라이브 및 바이오스 부팅에 대한 광범위한 지원에 힘입어 제조업체 및 소매업체는 플로피 디스크 드라이브를 표준 장비로 제공하는 것을 점진적으로 줄였다. 2003년 2월, 주요 개인용 컴퓨터 공급업체 중 하나인 델은 델 디멘션 가정용 컴퓨터에 플로피 드라이브를 더 이상 사전 설치하지 않을 것이라고 발표했지만, 여전히 선택 옵션으로 제공되었고 애프터마켓 OEM 추가 기능으로 구매할 수 있었다. 2007년 1월까지 상점에서 판매되는 컴퓨터 중 내장 플로피 디스크 드라이브를 포함하는 컴퓨터는 2%에 불과했다.
플로피 디스크는 다른 부팅 가능한 미디어에 대한 지원이 부족한 노후 시스템의 비상 부팅 및 바이오스 업데이트에 사용된다. 대부분의 바이오스 및 펌웨어 프로그램은 여전히 부팅 가능한 플로피 디스크에서 실행될 수 있기 때문이다. 바이오스 업데이트가 실패하거나 손상될 경우 플로피 드라이브를 사용하여 복구를 수행할 수도 있다. 음악 및 연극 산업은 여전히 표준 플로피 디스크를 요구하는 장비(예: 신시사이저, 샘플러, 드럼 머신, 시퀀서, 조명 콘솔)를 사용한다. 프로그래밍 가능한 기계 및 산업용 로봇과 같은 산업 자동화 장비는 USB 인터페이스가 없을 수 있다. 이 경우 데이터와 프로그램은 디스크에서 로드되며, 산업 환경에서는 손상될 수 있다. 이러한 장비는 비용이나 지속적인 가용성 요구 사항으로 인해 교체되지 않을 수 있다. 기존 소프트웨어 에뮬레이션 및 가상화는 USB 장치용 장치 드라이버가 없는 맞춤형 운영체제가 사용되기 때문에 이 문제를 해결하지 못한다. 하드웨어 플로피 디스크 에뮬레이터는 플로피 디스크 컨트롤러를 플래시 드라이브에 사용할 수 있는 USB 포트에 인터페이스하도록 만들 수 있다.
2016년 5월, 미국 회계감사원은 연방 기관 내 노후 컴퓨터 시스템을 업그레이드하거나 교체할 필요성에 대한 보고서를 발표했다. 이 문서에 따르면, 8인치 플로피 디스크로 작동하는 구형 IBM 시리즈/1 미니컴퓨터는 여전히 "미국 핵전력의 작전 기능"을 조정하는 데 사용되고 있다. 일본 정부에서는 2024년에 사용이 종료되었다.
윈도우 10 및 윈도우 11에는 더 이상 플로피 디스크 드라이브(내부 및 외부 모두)용 드라이버가 함께 제공되지 않는다. 그러나 마이크로소프트에서 제공하는 별도의 장치 드라이버로 여전히 지원될 것이다.
영국항공의 보잉 747-400 기단은 2020년 퇴역할 때까지 항공 전자 소프트웨어를 로드하는 데 3½인치 플로피 디스크를 사용했다.
1983년부터 플로피 디스크 사업에 종사해 온 소니는 2011년 3월부로 3½인치 플로피 디스크 6개 모델의 국내 판매를 종료했다. 이는 일부에서는 플로피 디스크의 종말을 의미하는 것으로 보았다. 신규 플로피 디스크 미디어 생산은 중단되었지만, 재고 미디어의 판매 및 사용은 적어도 2026년까지 계속될 것으로 예상된다.

### 유산

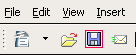
플로피 디스크를 "저장" 아이콘으로 묘사한 스크린샷

20년 이상 동안 플로피 디스크는 주요 외부 쓰기 가능 저장 장치로 사용되었다. 1990년대 이전의 대부분의 컴퓨팅 환경은 네트워크에 연결되지 않았으며, 플로피 디스크는 컴퓨터 간 데이터를 전송하는 주요 수단으로, 비공식적으로 스니커넷으로 알려진 방식이었다. 하드 디스크와 달리 플로피 디스크는 다루고 볼 수 있었으며, 초보 사용자도 플로피 디스크를 식별할 수 있었다. 이러한 요인들 때문에 3½인치 플로피 디스크 이미지는 데이터 저장을 위한 인터페이스 은유가 되었다. 2024년 현재, 플로피 디스크 기호는 실제 플로피 디스크가 대부분 구식이 되었음에도 불구하고 파일을 저장하는 것과 관련된 사용자 인터페이스 요소에서 여전히 소프트웨어에 의해 사용되고 있다. 이러한 소프트웨어의 예로는 리브레오피스, 그림판, 워드패드가 있다.

## 설계

### 구조

#### 8인치 및 5¼인치 디스크

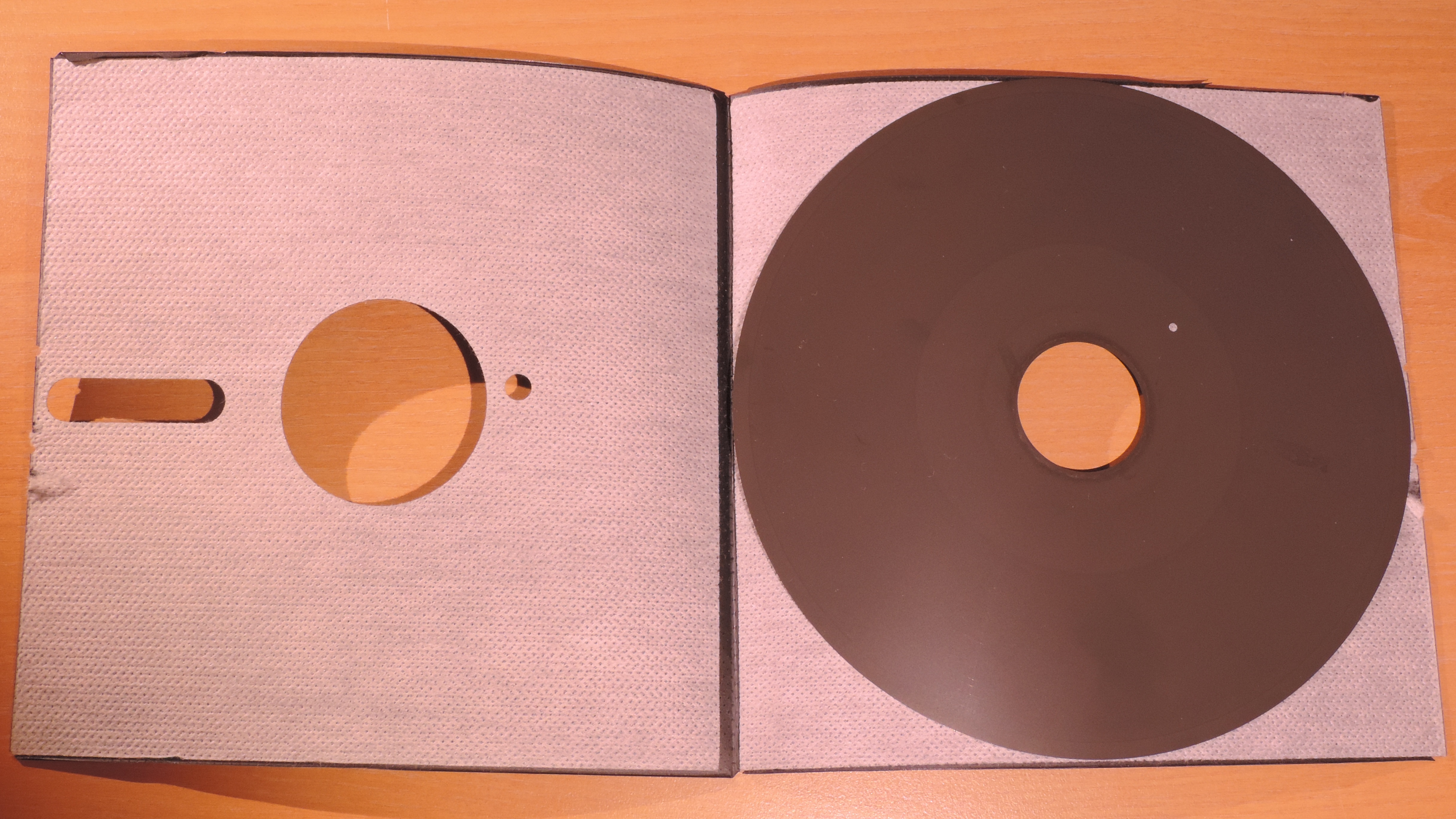
파괴적으로 분해된 8인치 플로피 디스크의 내부

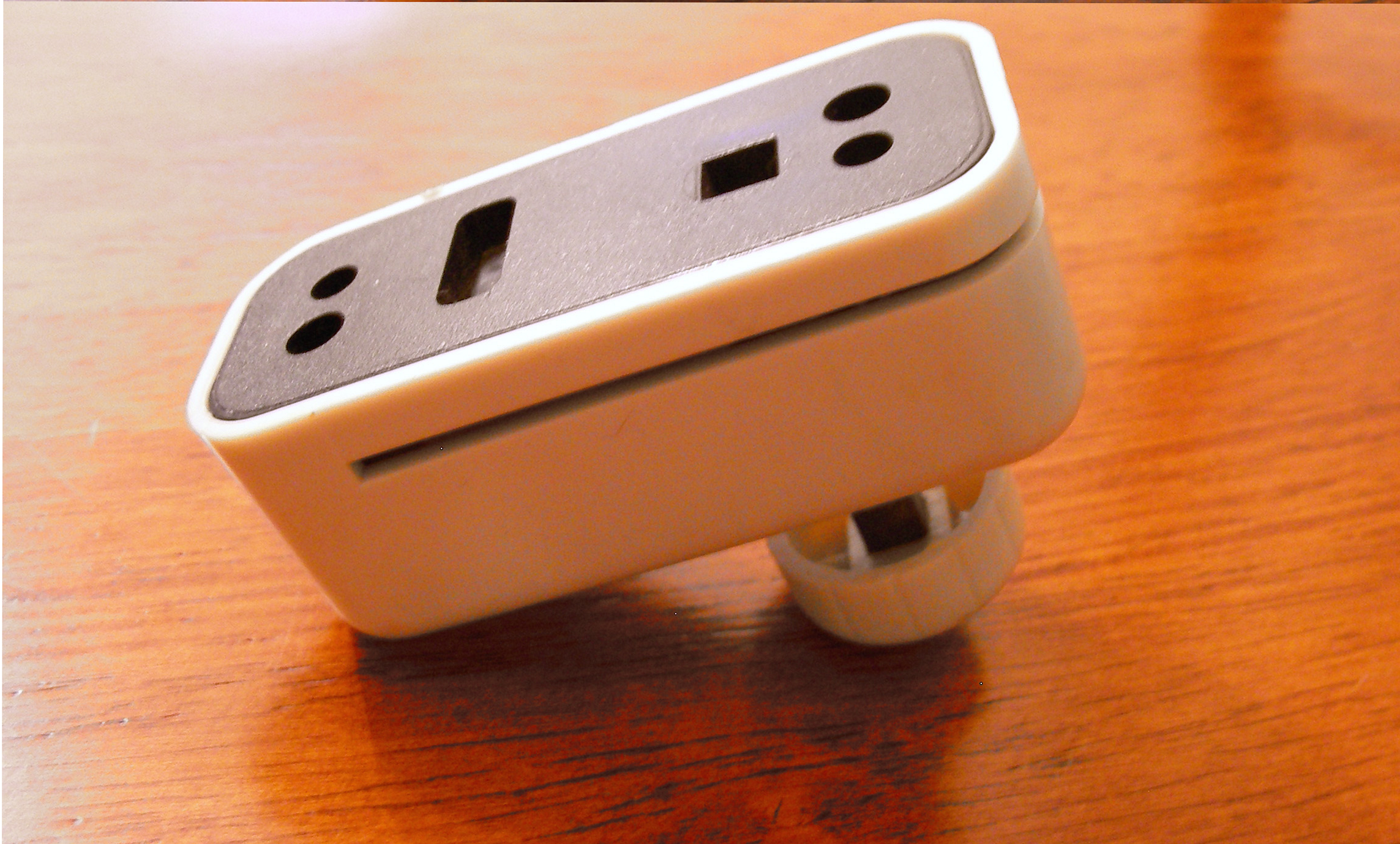
디스크 노처 펀치, 읽기 전용 5¼인치 플로피를 쓰기 가능하게 만들고, 특정 단면 5¼인치 디스켓을 양면으로 변환할 수 있는 도구로, 드라이브가 디스크 쓰기 가능 여부를 결정하는 데 사용하는 컷아웃을 추가한다.

8인치 및 5¼인치 플로피 디스크는 드라이브의 스핀들을 위한 큰 원형 구멍이 중앙에 있는 자성 코팅 원형 플라스틱 매체를 포함한다. 이 매체는 양쪽에 작은 장방형 구멍이 있어 드라이브의 헤드가 데이터를 읽고 쓸 수 있고, 중앙에 큰 구멍이 있어 자기 매체가 중앙 구멍에서 회전하여 회전할 수 있도록 하는 정사각형 플라스틱 커버 안에 들어 있다.
커버 안에는 두 겹의 천이 있으며, 그 사이에 자기 매체가 끼워져 있다. 이 천은 매체와 외부 커버 사이의 마찰을 줄이고, 디스크에서 마모된 이물질을 포집하여 헤드에 쌓이는 것을 방지하도록 설계되었다. 커버는 일반적으로 접착되거나 부분 용접된 플랩이 있는 한 장의 시트로, 두 번 접혀 있다.
디스크 측면의 작은 노치는 기계식 스위치나 광전 센서에 의해 쓰기 가능 여부를 식별한다. 8인치 디스크에서는 노치가 덮여 있거나 없는 경우 쓰기가 가능하고, 5¼인치 디스크에서는 노치가 존재하고 덮여 있지 않은 경우 쓰기가 가능하다. 테이프를 노치 위에 사용하여 디스크 모드를 변경할 수 있다. 읽기 전용 5¼인치 디스크를 쓰기 가능한 디스크로 변환하고, 단면 드라이브가 있는 컴퓨터의 단면 디스크의 사용되지 않는 면에 쓰기를 가능하게 하는 펀치 장치가 판매되었다. 후자는 단면 및 양면 디스크가 제조 효율성을 위해 본질적으로 동일한 실제 자기 매체를 포함했기 때문에 작동했다. 단면 드라이브에서 앞뒷면이 별도로 사용된 디스크는 플리피 디스크로 알려졌다. PC용 5¼인치 플로피 디스크에 노치를 만드는 것은 일반적으로 사용자가 상점에서 구입한 소프트웨어의 원래 5¼인치 디스크를 덮어쓰려 할 때만 필요했는데, 이는 노치가 없는 경우가 흔했기 때문이다.
디스크 중앙 근처에 위치한 또 다른 LED/광트랜지스터 쌍은 자기 디스크의 회전당 한 번씩 인덱스 구멍을 감지한다. 감지는 드라이브 센서, 올바르게 삽입된 플로피의 플라스틱 봉투에 있는 구멍, 그리고 회전하는 플로피 디스크 매체에 있는 단일 구멍이 일치할 때마다 발생한다. 이 메커니즘은 각 트랙의 각도 시작점을 감지하고 디스크가 올바른 속도로 회전하는지 여부를 감지하는 데 사용된다. 초기 8인치 및 5¼인치 디스크는 인덱스 구멍 외에도 인클로저 자기 매체에 각 섹터에 대한 구멍이 있었고, 중앙에서 동일한 반경 거리에 위치하여 동일한 봉투 구멍과 정렬되었다. 이들은 하드 섹터 디스크라고 불렸다. 나중의 소프트-섹터 디스크는 매체에 인덱스 구멍이 하나만 있으며, 섹터 위치는 디스크 컨트롤러 또는 저수준 소프트웨어에 의해 섹터 시작을 표시하는 패턴에서 결정된다. 일반적으로 동일한 드라이브가 두 가지 유형의 디스크를 읽고 쓰는 데 사용되며, 디스크와 컨트롤러만 다르다. 애플 도스와 같이 소프트 섹터를 사용하는 일부 운영체제는 인덱스 구멍을 사용하지 않으며, 이러한 시스템용으로 설계된 드라이브는 해당 센서가 없는 경우가 많았다. 이는 주로 하드웨어 비용 절감 조치였다.

#### 3½인치 디스크

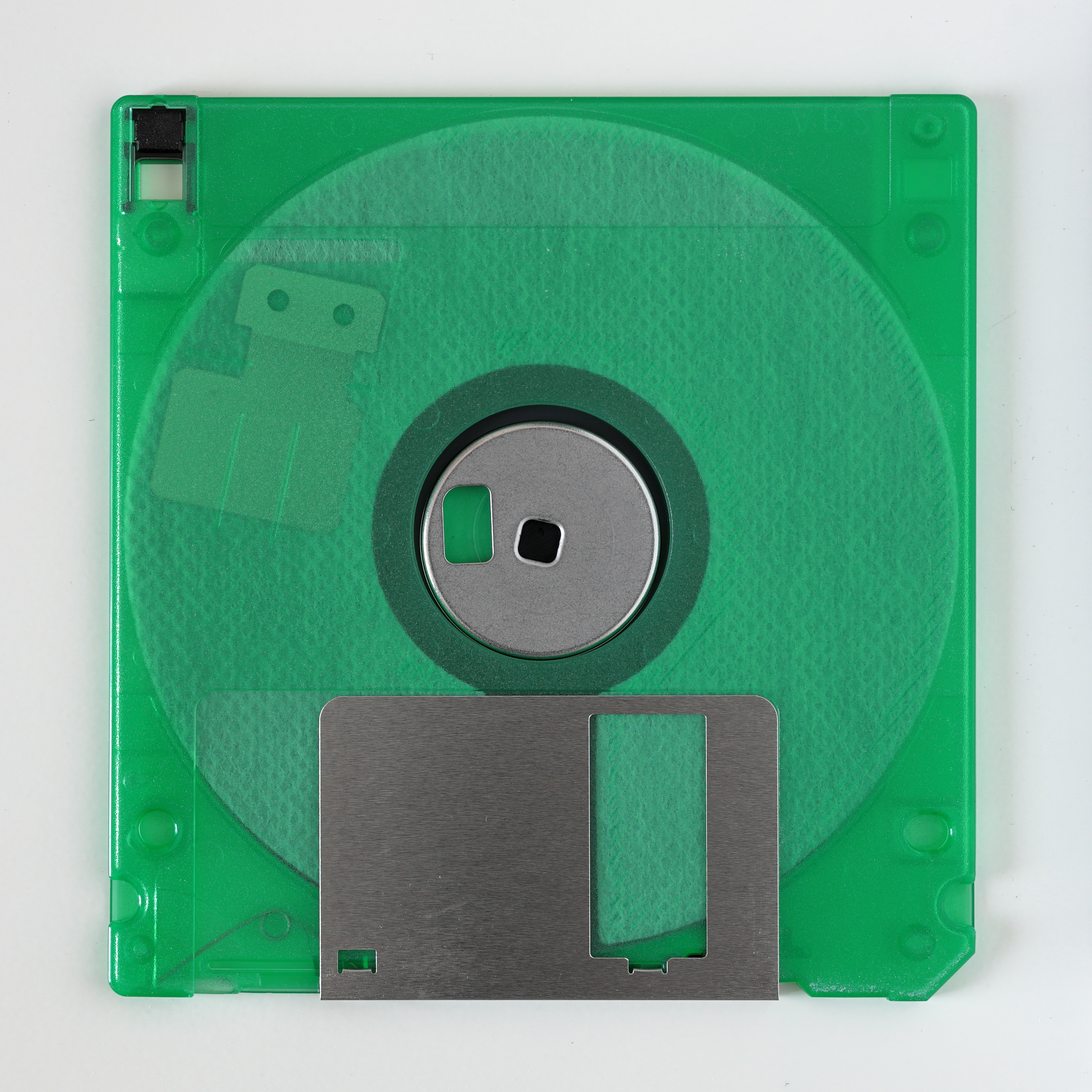
투명 케이스에 담긴 3½인치 플로피 디스크의 뒷면, 내부 부품을 보여준다.

3½인치 디스크의 핵심은 다른 두 디스크와 동일하지만, 전면에는 라벨과 데이터를 읽고 쓸 수 있는 작은 구멍만 있으며, 셔터로 보호되어 있다. 셔터는 스프링식 금속 또는 플라스틱 커버로, 드라이브에 삽입될 때 옆으로 밀린다. 중앙에 구멍이 있는 대신, 드라이브의 스핀들과 결합되는 금속 허브가 있다. 일반적인 3½인치 디스크 자기 코팅 재료는 다음과 같다.
- DD: 2μm 자기 산화 철
- HD: 1.2μm 코발트-도핑된 산화 철

플로피 디스크의 주요 사용성 문제 중 하나는 취약성이다. 밀폐된 플라스틱 하우징 안에서도 디스크 매체는 먼지, 응결 및 극한 온도에 매우 민감하다. 모든 자기 저장 장치와 마찬가지로 자기장에도 취약하다. 빈 디스크는 위험한 조건에 노출시키지 말라는 광범위한 경고와 함께 배포되었다. 거친 취급이나 자기 매체가 여전히 회전하는 동안 디스크를 드라이브에서 제거하면 디스크, 드라이브 헤드 또는 저장된 데이터에 손상을 입힐 수 있다. 반면에 3½인치 플로피 디스크는 인간-컴퓨터 상호 작용 전문가 도널드 노먼에게 기계적 사용성으로 인해 찬사를 받았다.

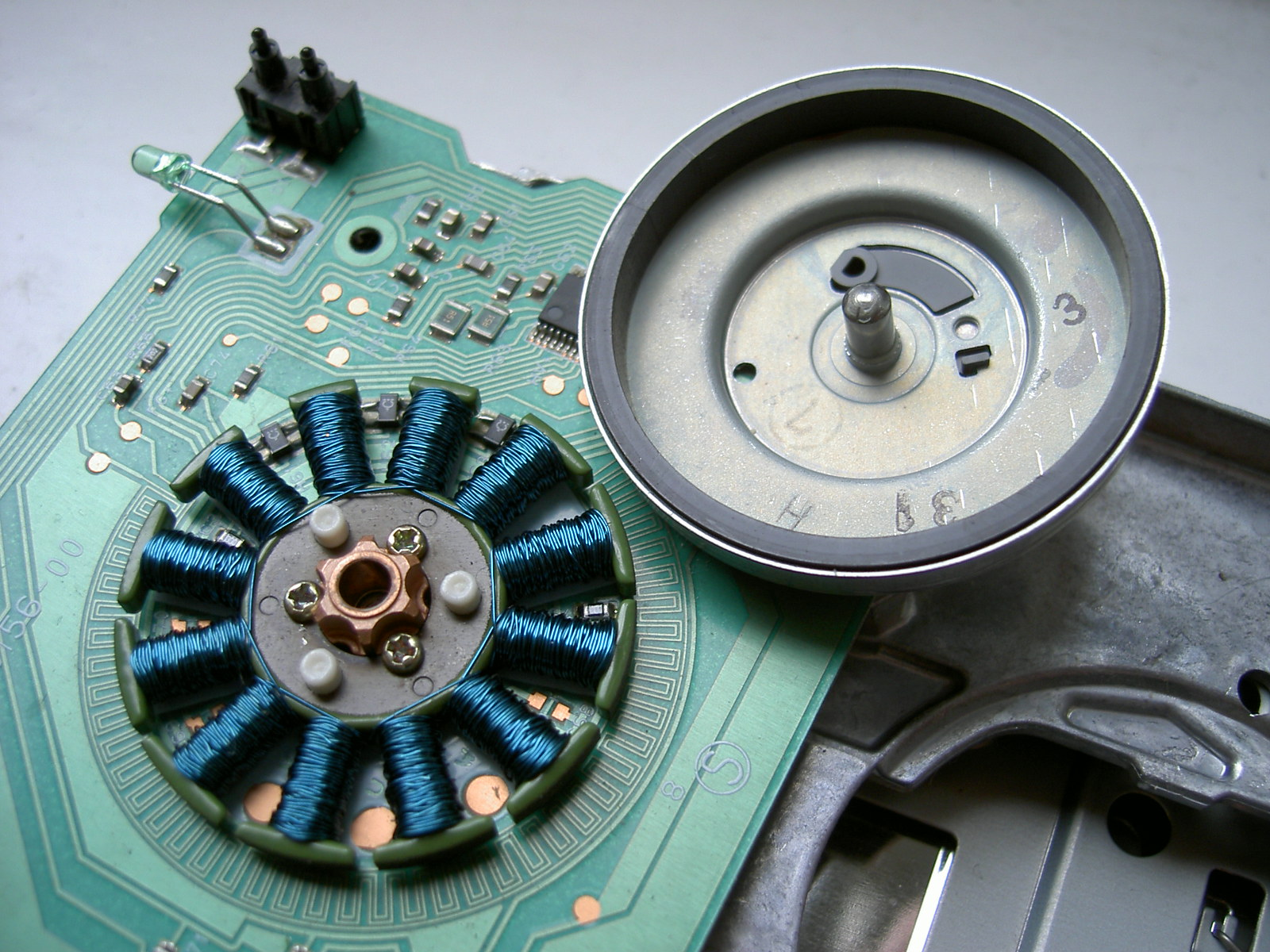
3½인치 장치에서 분리된 스핀들 모터

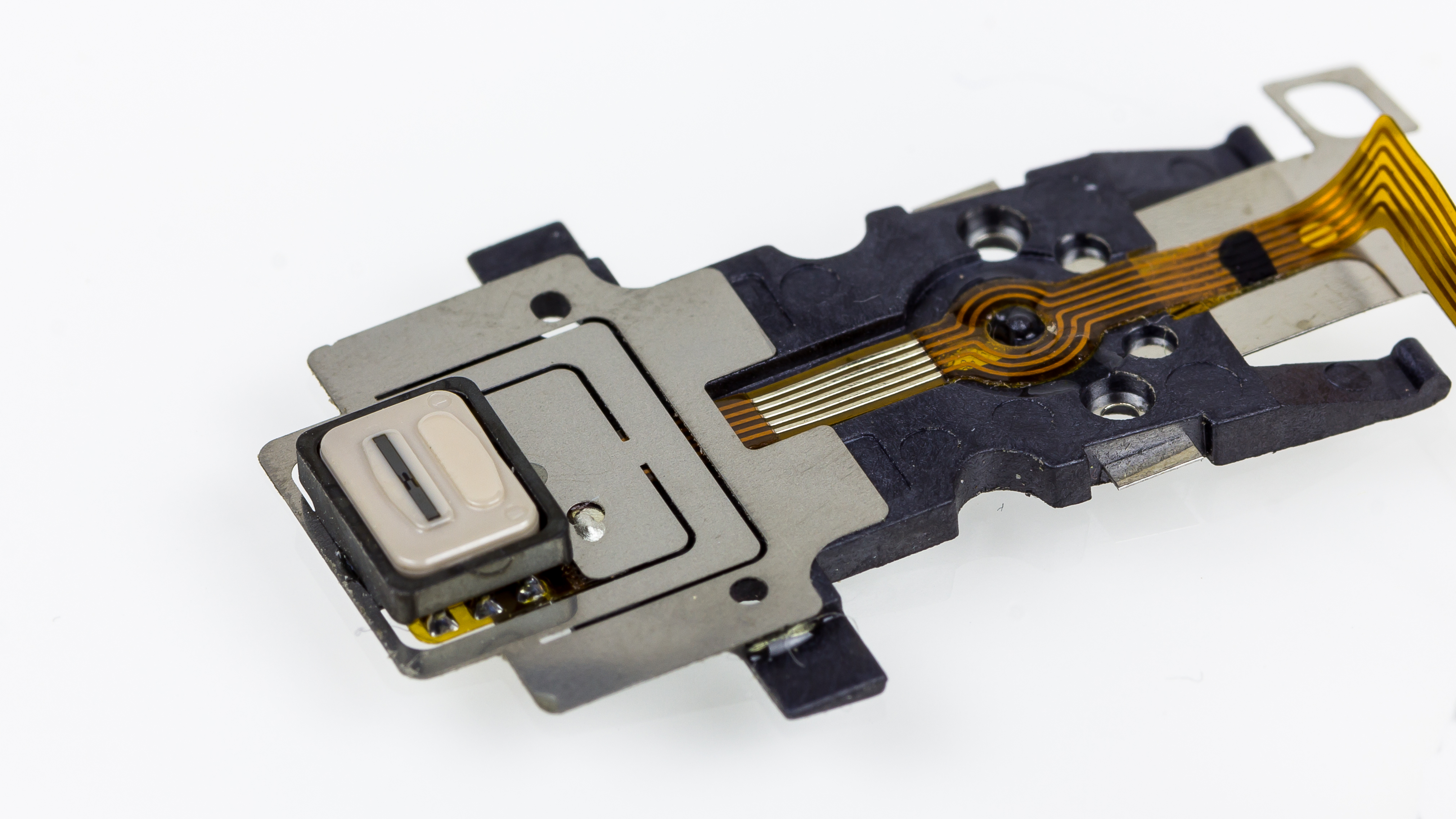
3½인치 장치의 판독 기록 헤드 하나

 훌륭한 디자인의 간단한 예는 컴퓨터용 3½인치 자기 디스켓으로, 단단한 플라스틱 안에 유연한 자기 재료의 작은 원이 들어 있다. 초기 플로피 디스크는 이 플라스틱 케이스가 없었으며, 이는 자기 재료를 남용 및 손상으로부터 보호한다. 슬라이딩 금속 커버는 디스켓을 사용하지 않을 때 섬세한 자기 표면을 보호하며, 디스켓이 컴퓨터에 삽입될 때 자동으로 열린다. 디스켓은 정사각형 모양이다. 기계에 삽입할 수 있는 방법은 겉보기에는 여덟 가지가 있지만, 그 중 하나만이 올바르다. 만약 잘못 삽입하면 어떻게 될까? 디스크를 옆으로 삽입해 본다. 아, 설계자가 그것을 생각했다. 조금만 살펴보면 케이스가 실제로 정사각형이 아니라는 것을 알 수 있다. 직사각형이어서 더 긴 쪽을 삽입할 수 없다. 뒤로 넣어 본다. 디스켓이 부분적으로만 들어간다. 작은 돌출부, 움푹 들어간 곳, 컷아웃이 디스켓이 뒤로 또는 거꾸로 삽입되는 것을 방지한다. 디스켓을 삽입하려는 여덟 가지 방법 중 하나만이 올바르고, 그 하나만이 들어갈 수 있다. 훌륭한 디자인이다.

### 작동

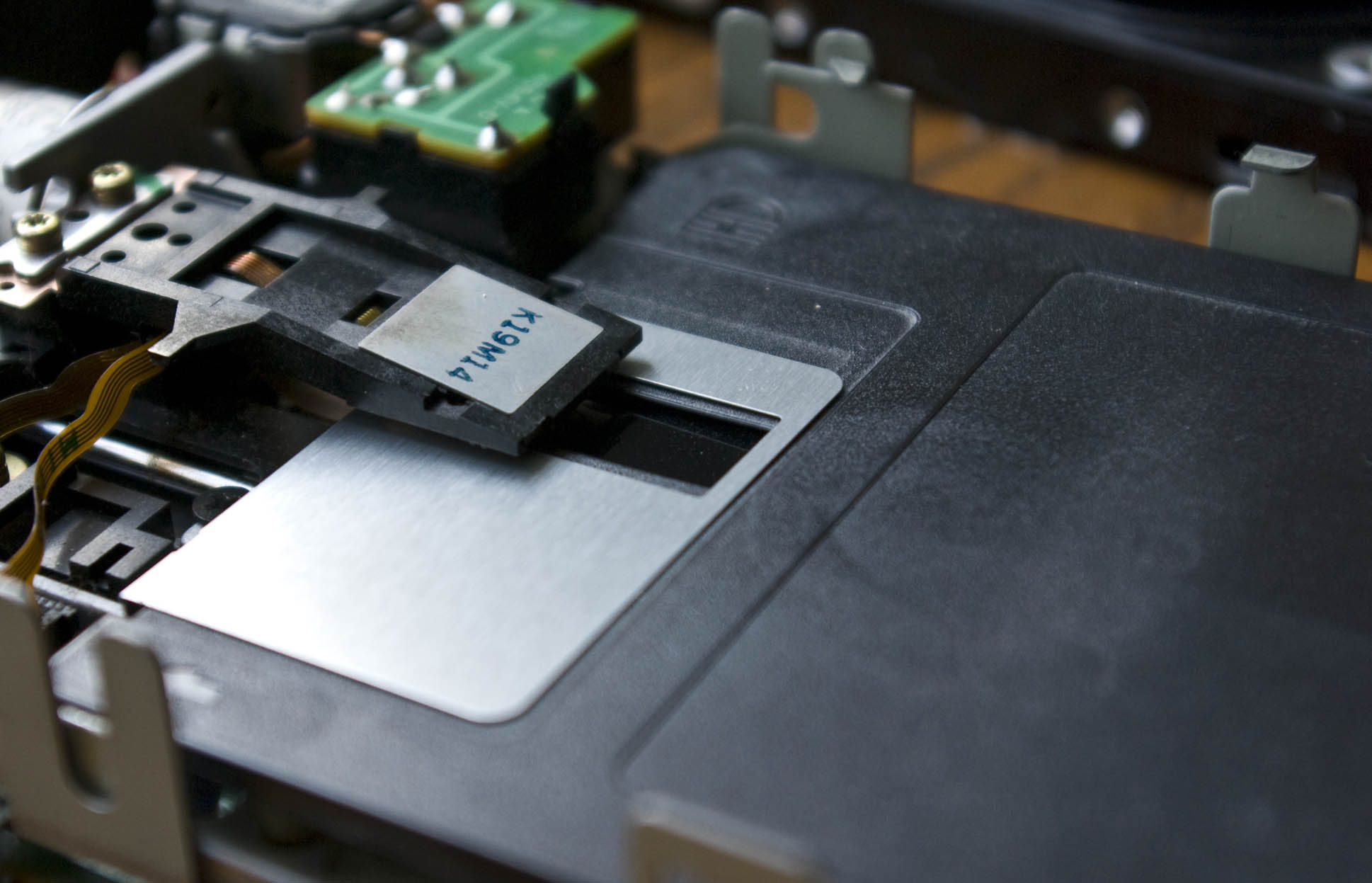
플로피에 판독/쓰기 헤드가 적용되는 방식

드라이브의 스핀들 모터는 자기 매체를 특정 속도로 회전시키고, 스테퍼 모터로 작동하는 메커니즘은 자기 읽기/쓰기 헤드를 디스크 표면을 따라 반경 방향으로 이동시킨다. 읽기 및 쓰기 작업 모두 매체가 회전하고 헤드가 디스크 매체에 접촉해야 하며, 이 작업은 원래 디스크 로드 솔레노이드에 의해 수행되었다. 나중의 드라이브는 전면 패널 레버가 회전(5¼인치)하거나 디스크 삽입이 완료(3½인치)될 때까지 헤드를 비접촉 상태로 유지했다.

## 크기
원래의 IBM 8인치 디스크는 실제로 그렇게 정의되었지만, 다른 크기는 미터법으로 정의되었으며, 일반적인 이름은 대략적인 근사치에 불과하다.

### 8인치 플로피 디스크

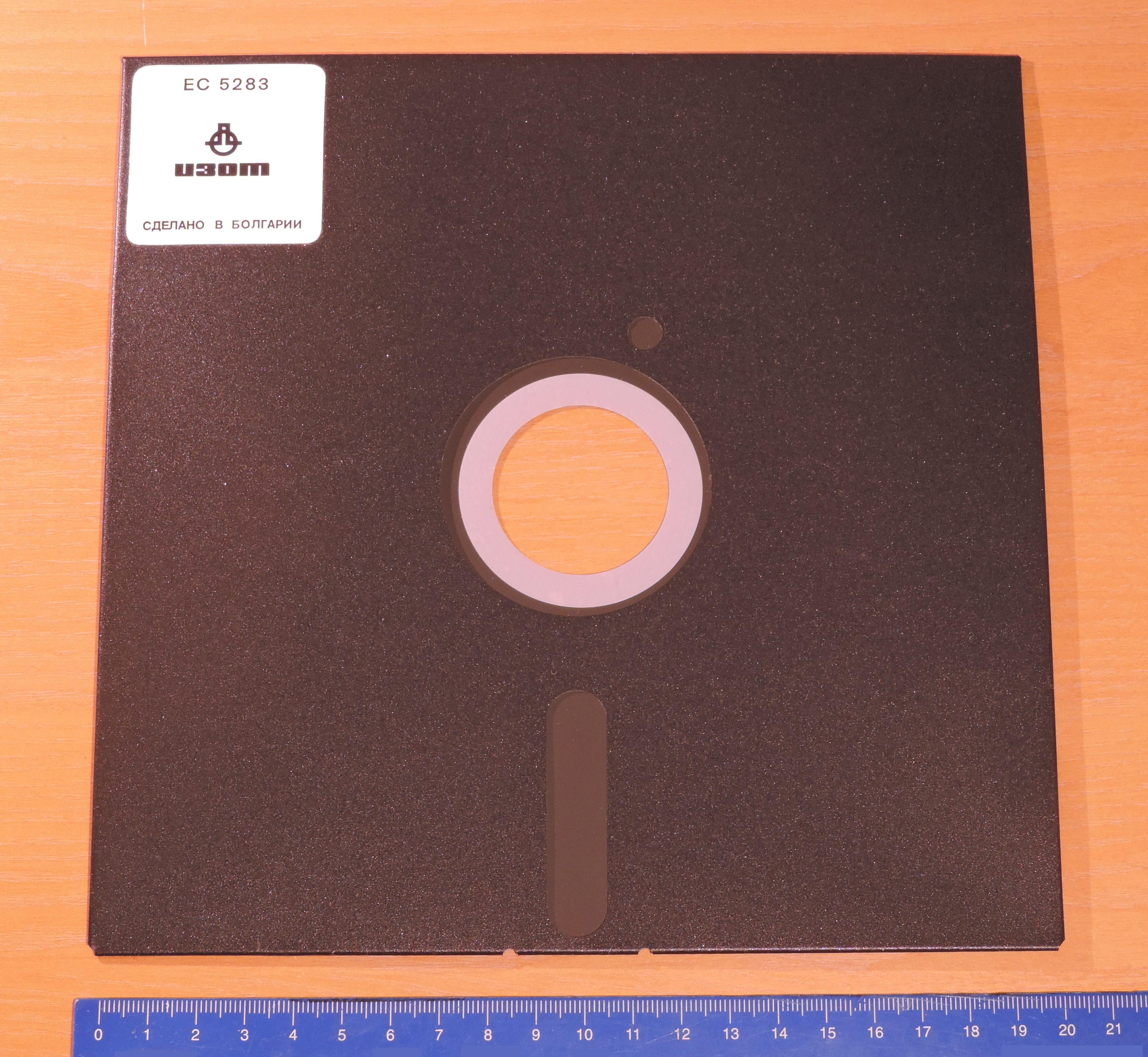
8인치 플로피 디스크

최초 표준의 플로피 디스크는 지름이 8인치이며, 유연한 플라스틱 재킷으로 보호된다. 이는 IBM이 마이크로코드를 로드하는 방식으로 사용한 읽기 전용 장치였다. 읽기/쓰기 플로피 디스크와 그 드라이브는 1972년에 출시되었지만, IBM이 1973년에 3740 데이터 입력 시스템을 출시하면서 IBM이 디스켓 1이라고 부른 플로피 디스크가 정보 교환을 위한 산업 표준으로 자리 잡기 시작했다. 이 시스템용으로 포맷된 디스켓은 242,944바이트를 저장했다. 엔지니어링, 비즈니스 또는 워드 프로세싱에 사용된 초기 마이크로컴퓨터는 이동식 저장 장치로 하나 이상의 8인치 디스크 드라이브를 자주 사용했다. CP/M 운영체제는 8인치 드라이브가 장착된 마이크로컴퓨터용으로 개발되었다.
8인치 디스크 및 드라이브 제품군은 시간이 지남에 따라 증가하여 나중 버전은 최대 1.2MB를 저장할 수 있었다. 많은 마이크로컴퓨터 애플리케이션은 한 디스크에 그렇게 많은 용량이 필요하지 않았으므로 저렴한 미디어와 드라이브를 가진 더 작은 크기의 디스크가 실현 가능했다.

### 5¼인치 플로피 디스크
80트랙 고밀도(MFM 형식에서 1.2MB) 5¼인치 드라이브(일명 미니 디스켓, 미니 디스크 또는 미니플로피)의 헤드 간격은 40트랙 이중 밀도(양면일 경우 360KB) 드라이브보다 작지만, 컨트롤러가 더블 스테핑을 지원하거나 이를 위한 스위치가 있는 경우 40트랙 디스크를 포맷하고 읽고 쓸 수도 있다. 5¼인치 80트랙 드라이브는 하이퍼 드라이브라고도 불렸다. 80트랙 드라이브에서 포맷되고 쓰여진 빈 40트랙 디스크는 문제가 없이 원래 드라이브로 가져갈 수 있으며, 40트랙 드라이브에서 포맷된 디스크는 80트랙 드라이브에서 사용할 수 있다.

### 3½인치 플로피 디스크
1. 고용량 디스크를 나타내는 구멍.
2. 드라이브 모터와 결합되는 허브.
3. 드라이브에서 제거될 때 표면을 보호하는 셔터.
4. 플라스틱 하우징.
5. 하우징 내에서 디스크 미디어가 회전할 때 마찰을 줄이는 폴리에스터 시트.
6. 자성 코팅된 플라스틱 디스크.
7. 디스크의 한 섹터에 대한 개략적인 표현; 실제 디스크에는 트랙과 섹터가 보이지 않는다.
8. 쓰기 보호 탭.

3½인치 플로피 디스크의 내부 부품.

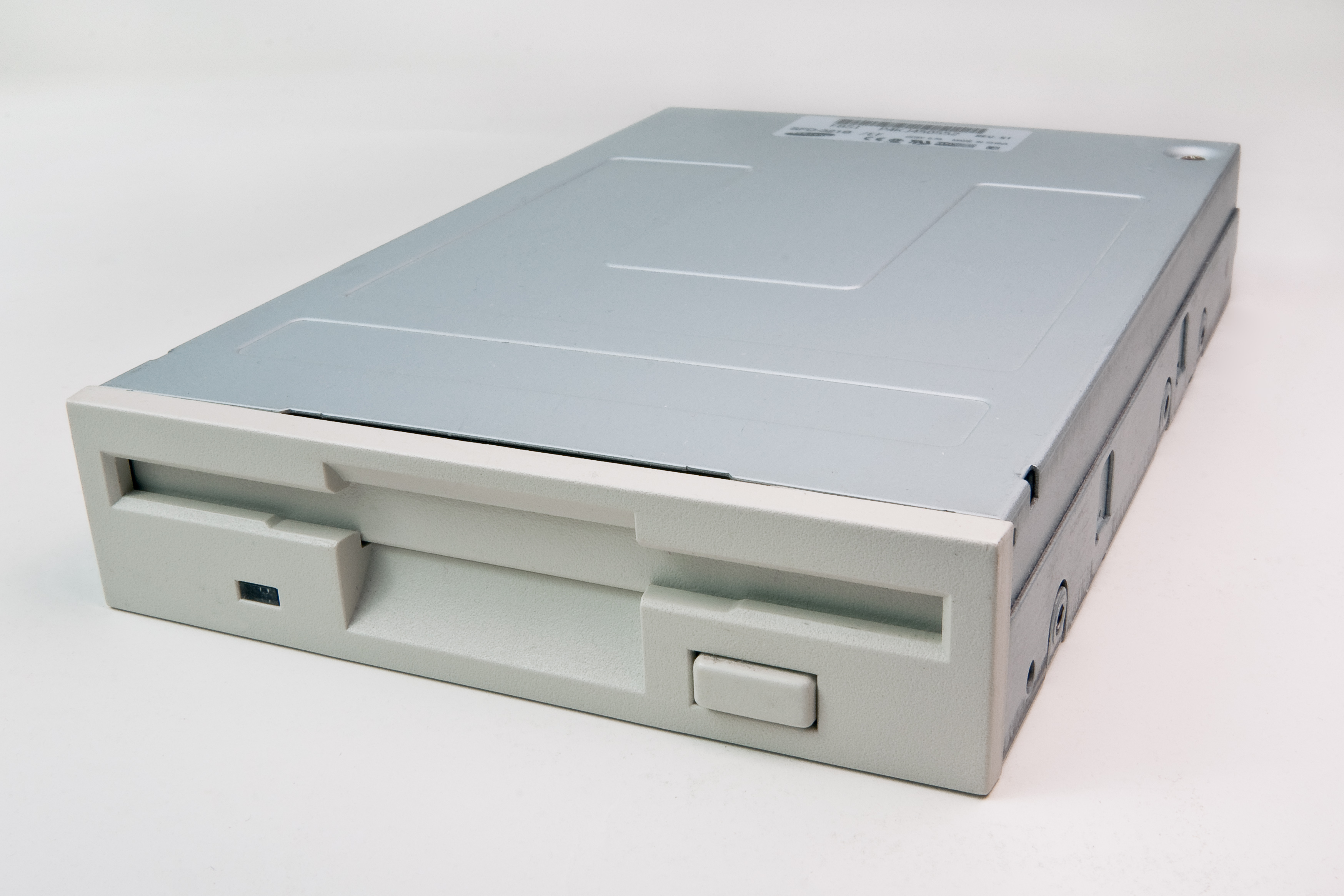
3½인치 플로피 디스크 드라이브

1980년대 초반, 많은 제조업체들이 다양한 형식의 더 작은 플로피 드라이브와 미디어를 출시했다. 결국 21개 회사로 구성된 컨소시엄은 소니 디자인과 유사하지만 단면 및 양면 미디어를 모두 지원하도록 개선된 3½인치 디자인인 마이크로 디스켓, 마이크로 디스크 또는 마이크로 플로피로 합의했으며, 포맷된 용량은 일반적으로 각각 360KB 및 720KB였다. 컨소시엄 디자인의 단면 드라이브는 1983년에 처음 출시되었고, 양면 드라이브는 1984년에 출시되었다. 가장 인기 있는 더블 사이드, 고밀도 1.44MB(실제로는 1440 KiB = 1.41 MiB 또는 1.47 MB) 디스크 드라이브는 1986년에 처음 출시되었다. 최초의 매킨토시 컴퓨터는 단면 3½인치 플로피 디스크를 사용했지만, 포맷된 용량은 400KB였다. 이어서 1986년에는 양면 800KB 플로피가 나왔다. 더 높은 용량은 헤드 위치에 따라 디스크 회전 속도를 변경하여 기록 밀도를 동일하게 유지하면서 디스크의 선형 속도를 거의 일정하게 유지함으로써 달성되었다. 나중의 Mac은 PC 형식의 1.44MB HD 디스크도 고정 회전 속도로 읽고 쓸 수 있었다. 유사하게, Acorn의 RISC OS(DD의 경우 800KB, HD의 경우 1,600KB) 및 아미가OS(DD의 경우 880KB, HD의 경우 1,760KB)도 더 높은 용량을 달성했다.
디스크가 의도된 밀도와 다른 밀도로 쓰기하는 것은 때때로 구멍을 변경하거나 뚫어서 가능했지만, 제조업체에서는 지원하지 않았다. 3½인치 디스크의 한쪽 면에 있는 구멍을 변경하여 일부 디스크 드라이브 및 운영체제가 디스크를 더 높거나 낮은 밀도로 취급하게 만들 수 있었는데, 이는 양방향 호환성 또는 경제적인 이유 때문이었다. PS/2 및 아콘 아르키메데스와 같은 일부 컴퓨터는 이러한 구멍을 아예 무시했다.

### 크기, 성능 및 용량
플로피 디스크 크기는 종종 인치로 언급되는데, 이는 미터법을 사용하는 국가에서도 마찬가지이며, 크기는 미터법으로 정의되어 있다. 3½인치 디스크의 ANSI 사양 제목은 부분적으로 "90mm (3.5인치)"인데, 90mm는 3.54인치에 더 가깝다. 포맷된 용량은 일반적으로 킬로바이트 및 메가바이트 단위로 설정된다.
| 디스크 형식 | 도입 연도 | 포맷된 저장 용량                                                      | 판매 용량                                                       |
| --- | --------- | --------------------------------------------------------------------- | --------------------------------------------------------------- |
| 8인치: IBM 23FD (읽기 전용) | 1971      | 81.664 kB                                                             | 상업적으로 판매되지 않음                                        |
| 8인치: Memorex 650 | 1972      | 175 kB                                                                | 1.5 메가비트 전체 트랙                                          |
| 8인치: SS SD IBM 33FD / Shugart 901 | 1973      | 242.844 kB                                                            | 3.1 메가비트 비포맷                                             |
| 8인치: DS SD IBM 43FD / Shugart 850 | 1976      | 568.320 kB                                                            | 6.2 메가비트 비포맷                                             |
| 5¼인치 (35트랙) Shugart SA 400 | 1976      | 87.5 KB                                                               | 110 kB                                                          |
| 8인치 DS DD IBM 53FD / Shugart 850 | 1977      | 섹터 크기에 따라 962–1,184 KB                                         | 1.2 MB                                                          |
| 5¼인치 DD | 1978      | 360 또는 800 KB                                                       | 360 KB                                                          |
| 5¼인치 애플 디스크 II (DOS 3.3 이전) | 1978      | 113.75 KB (256바이트 섹터, 13섹터/트랙, 35트랙)                       | 113 KB                                                          |
| 5¼인치 아타리 DOS 2.0S | 1979      | 90 KB (128바이트 섹터, 18섹터/트랙, 40트랙)                           | 90 KB                                                           |
| 5¼인치 코모도어 DOS 1.0 (SSDD) | 1979      | 172.5 KB                                                              | 170 KB                                                          |
| 5¼인치 코모도어 DOS 2.1 (SSDD) | 1980      | 170.75 KB                                                             | 170 KB                                                          |
| 5¼인치 애플 디스크 II (DOS 3.3) | 1980      | 140 KB (256바이트 섹터, 16섹터/트랙, 35트랙)                          | 140 KB                                                          |
| 5¼인치 애플 디스크 II (롤란드 구스타프손의 RWTS18) | 1988      | 157.5 KB (768바이트 섹터, 6섹터/트랙, 35트랙)                         | 용량 판매되지 않음 (게임 퍼블리셔의 개인 계약 타사 맞춤형 DOS). |
| 5¼인치 빅터 9000 / ACT 시리우스 1 (SSDD) | 1982      | 612 KB (512바이트 섹터, 11–19개 가변 섹터/트랙, 80트랙)               | 600 KB                                                          |
| 5¼인치 빅터 9000 / ACT 시리우스 1 (DSDD) | 1982      | 1,196 KB (512바이트 섹터, 11–19개 가변 섹터/트랙, 80트랙)             | 1,200 KB                                                        |
| 3½인치 HP SS | 1982      | 280 KB (256바이트 섹터, 16섹터/트랙, 70트랙)                          | 264 KB                                                          |
| 5¼인치 아타리 DOS 3 | 1983      | 127 KB (128바이트 섹터, 26섹터/트랙, 40트랙)                          | 130 KB                                                          |
| 3½인치 SS DD (출시 시점) | 1983      | 360 KB (매킨토시에서는 400KB)                                         | 500 KB                                                          |
| 3½인치 DS DD | 1983      | 720 KB (매킨토시 및 RISC OS에서는 800KB, 아미가에서는 880KB)          | 1 MB                                                            |
| 5¼인치 QD | 1980      | 720 KB                                                                | 720 KB                                                          |
| 5¼인치 RX50 (SSQD) | 1982c.    | 빈칸                                                                  | 400 KB                                                          |
| 5¼인치 HD | 1982      | 1,200 KB                                                              | 1.2 MB                                                          |
| 5¼인치 수직 | 1986      | 인치당 100KB                                                          | ?                                                               |
| 3½인치 HD | 1986      | 1,440 KB (512바이트 섹터, 18섹터/트랙, 160트랙); 아미가에서는 1,760KB | 1.44 MB (2.0 MB 비포맷)                                         |
| 3½인치 HD | 1987      | RISC OS에서는 1,600KB                                                 | 1.6 MB                                                          |
| 3½인치 ED | 1987      | 2,880 KB (싱클레어 QL에서는 3,200KB)                                  | 2.88 MB                                                         |
| 3½인치 플로프티컬 (LS) | 1991      | 20,385 KB                                                             | 21 MB                                                           |
| 약어: SD = 단일 밀도; DD = 이중 밀도; QD = 쿼드 밀도; HD = 고밀도; ED = 초고밀도; LS = 레이저 서보; HiFD = 고용량 플로피 디스크; SS = 단면; DS' = 양면 |           |                                                                       |                                                                 |
| 포맷된 저장 용량은 디스크의 모든 섹터의 총 크기이다: - 8인치에 대해서는 플로피 디스크 형식 목록#IBM 8인치 형식을 참조하라. 예비, 숨겨진 섹터 및 기타 예약된 섹터가 이 숫자에 포함된다. - 5¼인치 및 3½인치 용량은 서브시스템 또는 시스템 공급업체의 명세서에서 인용되었다. 판매 용량은 일반적으로 원래 미디어 OEM 공급업체 또는 IBM 미디어의 경우 이후 첫 번째 OEM이 제공한 비포맷 용량이다. 다른 형식은 동일한 드라이브 및 디스크에서 더 많거나 적은 용량을 얻을 수 있다. |           |                                                                       |                                                                 |

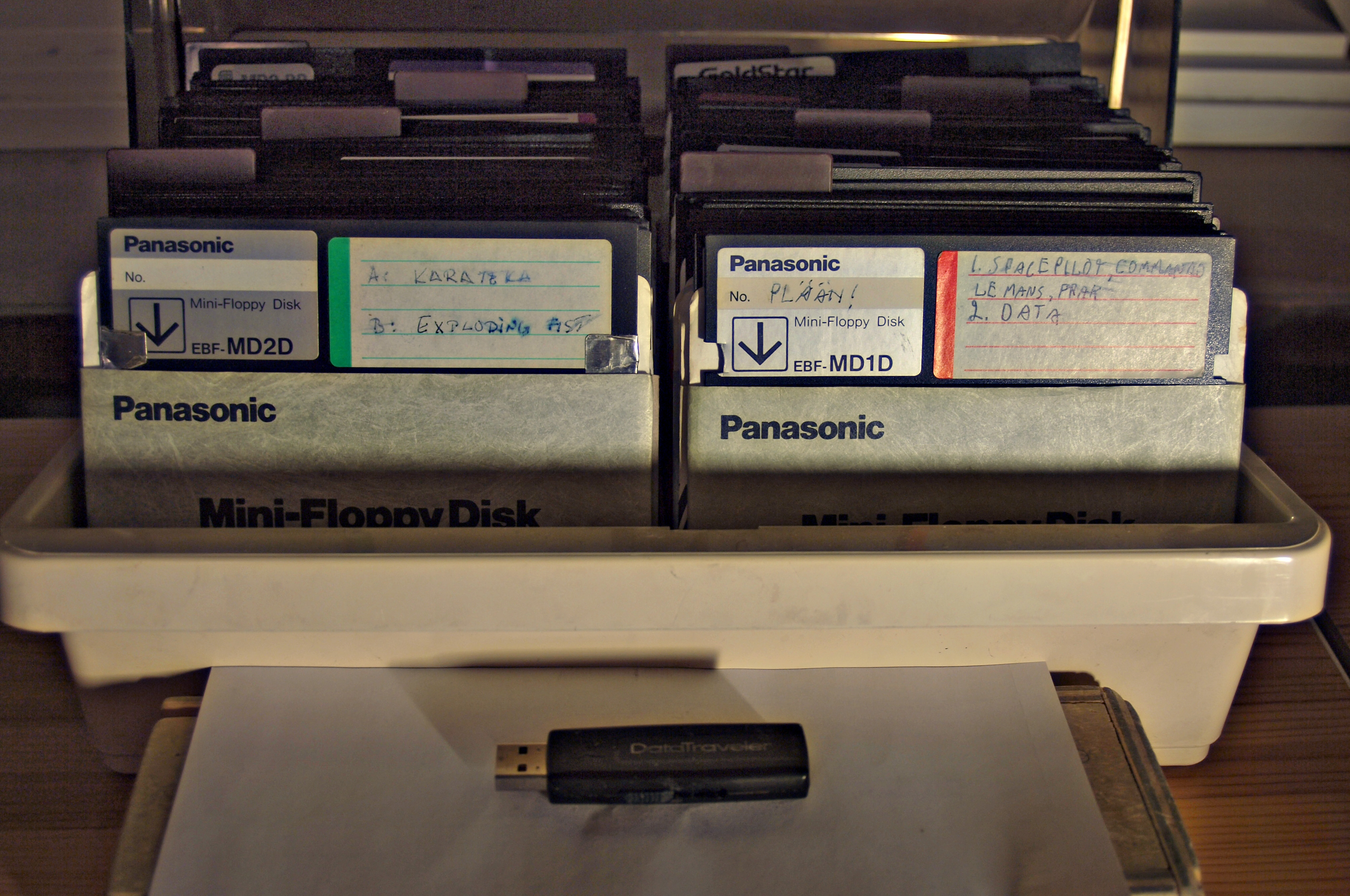
약 80장의 플로피 디스크 두 상자 아래에 있는 USB 스틱은 두 상자의 디스크를 합친 것보다 130배 이상 많은 데이터를 저장할 수 있다.

데이터는 일반적으로 플로피 디스크에 섹터(각도 블록)와 트랙(일정한 반지름을 가진 동심원)으로 기록된다. 예를 들어, 3½인치 플로피 디스크의 HD 형식은 섹터당 512바이트, 트랙당 18섹터, 면당 80트랙, 양면을 사용하여 디스크당 총 1,474,560바이트를 저장한다. 일부 디스크 컨트롤러는 사용자의 요청에 따라 이러한 매개변수를 변경하여 디스크의 저장 용량을 늘릴 수 있지만, 다른 컨트롤러가 있는 기계에서는 읽을 수 없을 수도 있다. 예를 들어, 마이크로소프트 애플리케이션은 종종 18개 대신 21개 섹터로 포맷된 3½인치 1.68MB DMF 디스크로 배포되었지만, 표준 컨트롤러로 여전히 인식될 수 있었다. IBM PC, MSX 및 대부분의 다른 마이크로컴퓨터 플랫폼에서는 디스크가 등각속도 (CAV) 형식으로 기록되었으며, 디스크는 일정한 속도로 회전하고 섹터는 반경 위치에 관계없이 각 트랙에 동일한 양의 정보를 담았다.
섹터는 일정한 각도 크기를 가지므로 각 섹터의 512바이트는 디스크 중앙에 가까울수록 더 많이 압축된다. 더 공간 효율적인 기술은 디스크의 바깥쪽 가장자리로 갈수록 트랙당 섹터 수를 늘리는 것이다(예: 18개에서 30개로). 이렇게 하면 각 섹터 저장에 사용되는 물리적 디스크 공간의 양을 거의 일정하게 유지할 수 있다. 예를 들어, 존 비트 레코딩이 있다. 애플은 초기 매킨토시 컴퓨터에서 헤드가 가장자리에 있을 때 디스크를 더 느리게 회전시키면서 데이터 속도를 유지하여 면당 400KB의 저장 공간과 양면 디스크에 추가 80KB를 허용함으로써 이를 구현했다. 이 더 높은 용량은 단점이 있었다. 이 형식은 고유한 드라이브 메커니즘과 제어 회로를 사용했기 때문에 Mac 디스크는 다른 컴퓨터에서 읽을 수 없었다.
10진 접두어와 이진 섹터 크기의 혼합은 총 용량을 정확하게 계산하기 위해 주의가 필요하다. 반도체 메모리가 자연스럽게 2의 거듭제곱을 선호하는 반면(주소 핀이 집적 회로에 추가될 때마다 크기가 두 배가 됨), 디스크 드라이브의 용량은 섹터 크기, 트랙당 섹터 수, 면당 트랙 수 및 면 수(여러 플래터가 있는 하드 디스크 드라이브에서는 2보다 클 수 있음)의 곱이다. 과거에 다른 섹터 크기가 알려져 있었지만, 포맷된 섹터 크기는 이제 거의 항상 2의 거듭제곱(256바이트, 512바이트 등)으로 설정되며, 일부 경우 디스크 용량은 바이트 단위가 아닌 섹터 크기의 배수로 계산되어 10진수 배수의 섹터와 이진 섹터 크기가 결합된다. 예를 들어, 1.44MB 3½인치 HD 디스크는 2,880개의 512바이트 섹터(1,440KiB) 용량에서 비롯된 고유한 "M" 접두사를 가지며, 이는 10진수 메가바이트나 이진 메비바이트(MiB)와 일치하지 않는다. 따라서 이러한 디스크는 1.47MB 또는 1.41MiB를 저장한다. 사용 가능한 데이터 용량은 사용된 디스크 형식의 함수이며, 이는 FDD 컨트롤러 및 그 설정에 의해 결정된다. 이러한 형식 간의 차이로 인해 표준 3½인치 고밀도 플로피 디스크에서 약 1,300KiB에서 1,760KiB(1.80MB)까지 다양한 용량이 나타날 수 있다(2M/2MGUI와 같은 유틸리티를 사용하면 거의 2MB까지). 가장 높은 용량 기술은 드라이브 헤드 형상을 드라이브 간에 훨씬 더 정밀하게 일치시켜야 하는데, 이는 항상 가능하지 않고 신뢰성이 떨어진다. 예를 들어, LS-240 드라이브는 표준 3½인치 HD 디스크에서 32MB 용량을 지원하지만, 이는 한 번 쓰기 기술이며 자체 드라이브가 필요하다.

## 같이 보기
- 섹터
- 하드 디스크